# Shadi Mar'i
Shadi Mar'i (en hébreu: שאדי מרעי), né le 17 novembre 1994 à Mashhad (Israël), est un acteur arabo-israélien.

## Filmographie partielle

### Cinéma
- 2013 : Bethléem de Yuval Adler
- 2022 : The Way of the Wind de Terrence Malick

### Télévision
- 2015 - 2017 : Fauda (saison 1 et 2) de Lior Raz et Avi Issacharoff
- 2019 : Our Boys de Hagai Levi, Joseph Cedar et Tawfik Abu-Wael : Eyad Abou Khdeir
- 2020 : Possessions, mini-série de Thomas Vincent : Salim
- 2021 : The Girl From Oslo (Netflix) : Yusuf

## Récompenses et distinctions
- (en) Shadi Mar'i: Awards, sur l'Internet Movie Database